# Arrondissement d'Eichstätt
L'arrondissement d'Eichstätt est un arrondissement  (Landkreis en allemand) de Bavière   (Allemagne) situé dans le district (Regierungsbezirk en allemand) de Haute-Bavière. 
Son chef-lieu est Eichstätt.

## Villes, communes & communautés d'administration
(nombre d'habitants en 2006)
| Städte 1. Eichstätt, Große Kreisstadt, ville universitaire (13 889) 2. Beilngries (8 683) Märkte 1. Altmannstein (6 818) 2. Dollnstein (2 854) 3. Gaimersheim (11 024) 4. Kinding (2 467) 5. Kipfenberg (5 668) 6. Kösching (8 398) 7. Mörnsheim (1 639) 8. Nassenfels (1 846) 9. Pförring (3 546) 10. Titting (2 681) 11. Wellheim (2 713) | Gemeinden 1. Adelschlag (2 769) 2. Böhmfeld (1 648) 3. Buxheim (3 507) 4. Denkendorf (4 458) 5. Egweil (1 057) 6. Eitensheim (2 665) 7. Großmehring (6 385) 8. Hepberg (2 466) 9. Hitzhofen (2 780) 10. Lenting (4 762) 11. Mindelstetten (1 640) 12. Oberdolling (1 229) 13. Pollenfeld (2 764) 14. Schernfeld (3 041) 15. Stammham (3 617) 16. Walting (2 392) 17. Wettstetten (4 742) | Verwaltungsgemeinschaften 1. Eichstätt avec les communes membres Pollenfeld, Schernfeld et Walting 2. Eitensheim avec les communes membres Böhmfeld et Eitensheim 3. Nassenfels avec les communes membres Adelschlag, Egweil et Nassenfels (Markt) 4. Pförring avec les communes membres Mindelstetten et Oberdolling et Pförring (Markt) Gemeindefreies Gebiet 1. Haunstetter Forst (5,42 km²) |